# Брацо Ковачевић
Брацо Ковачевић (Тодорово код Велике Кладуше, ФНРЈ, 5. март 1952) српски је универзитетски професор и доктор социолошких наука. 

## Биографија
Брацо Ковачевић је рођен 5. марта 1952. године у Тодорову код Велике Кладуше, ФНРЈ. Завршио је Факултет политичких наука у Сарајеву, одсјек социологије (1977). На истом факултету је 1987. одбранио докторску дисертацију под називом „Концепција хегемоније Антонија Грамшија“. Наставну активност започео је 1977, најприје на Машинском факултету у Бањој Луци. Има звање редовног професора.

## Радови
Проф. др Брацо Ковачевић објавио је 45 књига, а неке од њих су:
- Грамши и марксизам (Концепција хегемоније Антонија Грамшија), Бања Лука, „Глас“, 1986.
- Од утопије до тоталитаризма, Нови Сад, „Светови“, 1995.
- Рат, Нови Сад, „Светови“, 1995.
- Цивилно друштво (у Босни и Херцеговини), Бања Лука, Правни факултет — Центар за публикације, 2003.
- Савремена социологија, Бања Лука, Правни факултет — Центар за публикације, 2009.